# Duroia melinonii
Duroia melinonii är en måreväxtart som beskrevs av Paul Carpenter Standley. Duroia melinonii ingår i släktet Duroia och familjen måreväxter.
Artens utbredningsområde är Franska Guyana. Inga underarter finns listade i Catalogue of Life.